# Arènes de Morcenx
Les arènes de Morcenx sont des arènes en bois construites en 1930 dans le quartier de la gare de Morcenx, commune du département français des Landes. Elles ont une capacité de plus de 2000 places.

## Présentation
Les arènes de Morcenx accueillent des spectacles de course landaise. Elles s'inscrivent, par leur forme rectangulaire et par leur construction en bois, dans la tradition taurine landaise et dans l'architecture vernaculaire. Elles sont l'œuvre de charpentiers locaux généreux et passionnés, ainsi que d'ouvriers bénévoles et la Distillerie Nationale, aujourd'hui disparue. L'amphithéâtre rectangulaire en bois, d'abord encadré de platanes, sera reconstruit en 1947 et couvert en 1958.
La piste est longue de 40 m, et large de 24,5 m. Appartenant à la dernière génération de des arènes construites dans les Landes, elles sont l'expression populaire d'un art taurin qui trouve racine dans les traditions festives des pays landais.

## Galerie

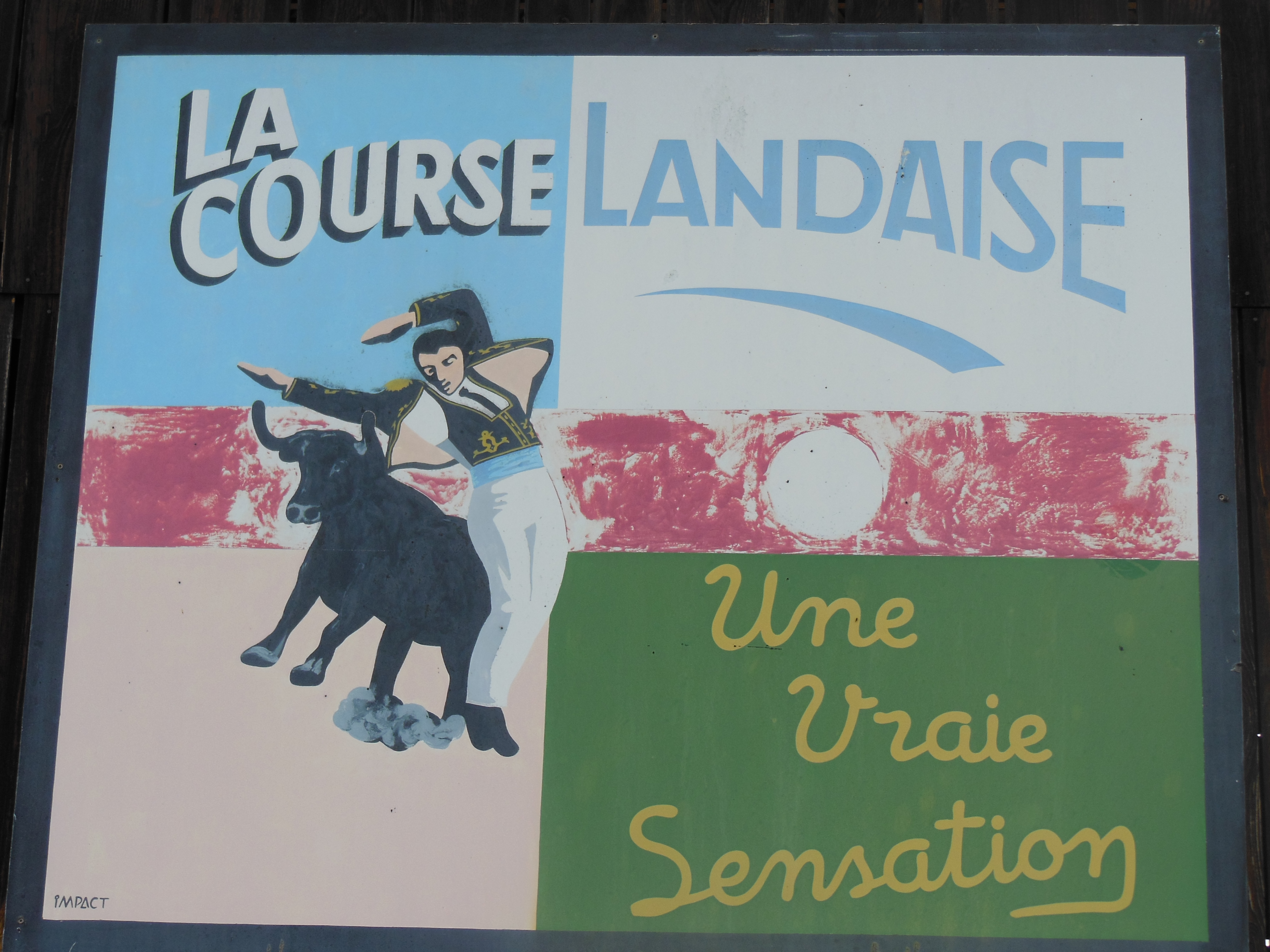